# حصن الأخوين
حصن الأخوين أو حصن التوأمين الأخوين أو حصن التوأمين هما حصنان تاريخي يقعان في منطقة الباحة غرب المملكة العربية السعودية. يقع الحصنان على بُعد 5 كم من قرية الملد جنوب مدينة الباحة. يقدر عمرهما 400 عام وهما عبارة عن حصنان متجاوران على قمة تل ومحاطان بمنازل أثرية، يبلغ ارتفاع الحصنان عن مستوى الوادي 100 متر، وهما متماثلان بالشكل والحجم والارتفاع بالإضافة إلى نمط معماريهم الداخلي. استخدم الحصنان للمراقبة العسكرية ومستودعا للمؤنة والأغذية.
يقع الحصن الجنوبي داخل فناء منزل يتكون من طابقين، يفتح باب الحصن الجنوبي على اتجاه الشرق بفتحة ضيقة لا تتجاوز 70 سم، أما ركنه الجنوبي الغربي فتوجد به فتحة لا تتجاوز 50 في 50 سم ويتطلب تسلقها من أجل الصعود لداخل الحصن، عند الوصول للطابق الأول من الحصن الجنوبي يتواجد سلم خشبي يصعد نحو فتحة أخرى صغيرة تؤدي للطابق الثاني، بُنيت الأرضيات والأسقف من الخشب والطين ويتكون الحصن الجنوبي من أربع طوابق في كل طابق أربعة أبراج، اثنان منهما في الجهة الجنوبية واثنان في الجهة الشرقية. فيما تقع واجهة الحصن الشمالي في الجهة الشمالية والغربية، تهدمت بعض أجزائه نتيجة لعوامل الجو ثم أعيد بناؤها، الخط المستقيم الأسفل من المرو تمت زيادة سماكته، كما أضيف خط آخر تخرج منه المثلثات و وضعت صخور سوداء بين المثلثات، كما وضعت صخرة صغيرة ذات لون أحمر وسط كل مثلث أسود.

## مرجع
1. ↑  "تعرّف إلى حصن الأخوين.. وجهة تاريخية خالدة وتصميم أصيل في الباحة بالسعودية". مؤرشف من الأصل في 2023-12-08.
2. ↑  "حصنا التوأمين بالباحة.. (400) عام من الصمود". مؤرشف من الأصل في 2023-06-20.
3. ↑  محمد البيضاني - الباحة (16 نوفمبر 2012 02:48 KSA). "حصن الأخوين.. أيقونة البناء والتراث المعماري بالباحة". {{استشهاد بخبر}}: تحقق من التاريخ في: |تاريخ= (مساعدة)
4. ↑  "حصنا الأخوين في قرية الملد". روح السعودية. مؤرشف من الأصل في 2023-12-20.